# Тисазуг
Тисазуг (мађ. Tiszazug) је један од региона Алфелда. Лежи између река Тисе и Кереша. Велики део припада заштићеним подручјима „Националног парка Кереш–Марош”. Подручје је део подрегије Кунсентмартон и града Чонграда.
Тисазуг обухвата угао између реке Тисе и Хармаш-Кереша (Шебеш Кереша, Бели Кереш и Црни Кереш − 91,3 km.). Због свог средњег тока, реке преносе велику количину ситног песка и муља, а овај седимент у великој мери одређује морфолошки умерено подељену површину коју разноврснији чине живи песак, приобалне дине и шљаке. Већина земљишта је саксијско земљиште, које је у пољопривредној производњи слабије од просека. Повољна карактеристика је велика количина површинских и подземних вода, иако квалитет није адекватан из стратиграфских разлога, постоји значајан ресурс термалне воде. Истраживања могућих ресурса угљоводоника су у току у овој области.

## Географија
По свом настанку, Тисазуг је јединствени регион Тиске равнице, јер је главну улогу у његовом настанку одиграла насипна делатност Дунава. Тиса је већ играла улогу у обликовању садашње слике површине, када је у холоцену са запада дошла у Алфелд, однела је значајан део површине песка и леса, а дубље је испунила сопственим седиментом. У природној вегетацији може се уочити двојност у формирању површине. Пешчана подручја више коте припадају реци Дунав и Тиса, док ниже пределне целине припадају вегетацији Тисантула. На развој корита реке Тисе указује и низ моротви различите старости у овом пределу. Неки од њих су већ скоро у потпуности попуњени, њихову локацију обележава само потопљена површина на њивама.

## Биљни свет
Поред типичне структуре насеља, још једна велика предност овог подручја је изузетно богата дивљач. Природна вегетација поплавних равница Тисе и Кереша углавном је била састављена од врба, јасика и поплавних ливада и пашњака. Први се и данас могу наћи на плимним равнима река и на обалама Моротве, али су други већ почели да се заслањују након рељефа од поплава. Првобитна вегетација овог подручја је у великој мери трансформисана. Пешчане површине су прекривене виновом лозом и воћкама. Најважније атракције подрегије су Арборетум Тисакурт и заштићена подручја и обале које припадају Националном парку Кереш–Марош. Обе се сматрају национално важним, заштићеним природним вредностима.

### Животињски свет
Таласно поље пружа станиште за многе вредне животињске врсте. Међутим, животињски свет пре контролисања речног тока је био много богатији него данас, нешто слично се може наћи само у делти Дунава или ушћу Волге. Као резултат управљања водама, некадашњи животињски свет је делом изумро, а делом смањен.
Област око реке Кереш је и даље од посебног значаја за фауну, посебно за птице селице. Имају водећу улогу у сеоби птица Карпатског басена, са друге стране су место окупљања и исхране, а у хладној сезони су зимовалиште за разноврсне водене птице.

## Друштвена географија
Тисазуг је део Алфелда са типичном прелазном структуром. Огромна сеоска насеобина која карактерише централни део Тисантула овде се сусреће са зоном средњих и малих села која се простиру дуж реке Тисе.
Подручје обухвата 12 насеља: Кунсентмартон, Селевени, Чепа, Тисауг, Тисашаш, Ечед, Мештерсалаш, Черкеселе, Тисакирт, Тисаинока, Нађрев, Цибакхаза, а овде је такође утврђено насеље Тисафелдвар. 
Површина Тисазуга је 526 км², 9,3% жупаније Јас-Нађкун-Солнок, а његово становништво чини 6,5% становништва округа. Њихова основна карактеристика је да су насеља затворене структуре, а међусобне везе су им слабо развијене. Села мале сеоске зоне била су насељена на вишим нивоима алувијалних равни који прате реке. Обично имају груписану структуру путних села. Структура већих насеља је углавном неправилног правоугаоног облика.